# نرم‌شامه
نرم‌شامه یا پیا ماتر (به انگلیسی: Pia mater) داخلی‌ترین لایه پوشاننده سیستم عصبی مرکزی می‌باشد.

## شامه

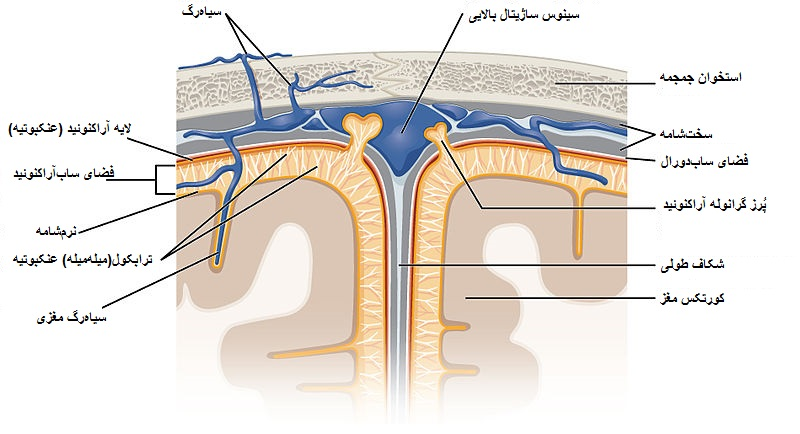
لایه‌ها و مننژها

شامه یا مننژ (به انگلیسی: meninge) سامانه‌ای متشکل از چند لایه (غشاء) بوده که دستگاه عصبی مرکزی (CNS) را در بر می‌گیرد. این غشاها کار محافظت، تغذیه، و کاهش ضربه مغزی را به عهده دارند. مننژ اطراف مغز و نخاع دارای سه لایه و پوشش است که از خارج به داخل با نام سخت شامه (دوراماتر)، عنکبوتیه (آراکنوئید)، نرم شامه (پیاماتر) شناخته می‌شوند. این پرده‌ها به‌طور کلی مننژ یا شامه نامیده می‌شوند که میان استخوان جمجمه و بافت مغز (و در طناب نخاعی بین ستون مهره‌ها و بافت نخاع) قرار دارند. این پرده‌ها شدت ضربه‌هایی که به استخوان سر و ستون مهره‌ها وارد می‌شوند را کاهش داده و همچنین به عنوان یک سد شیمیایی در برابر بسیاری از مواد آسیب‌رسان ایفای نقش می‌کنند.

## تشریح نرم‌شامه
نرم‌شامه داخلی‌ترین لایهٔ مننژی است. لایهٔ نرم شامه غشای بسیار ظریفی است، که کاملاً به سطح مغز و نخاع چسبیده می‌باشد و به گونه‌ای گسترش می‌یابد که تمام چین خوردگی‌های موجود در سطح مغز را می‌پوشاند. غشای نازک نرم شامه از بافت فیبری تشکیل یافته که توسط صفحه‌ای از سلول‌های صاف غیر نفوذپذیر در برابر سیال بر روی سطح بیرونی خود پوشانده می‌شود. این غشا توسط مویرگ‌های خونی که به سمت مغز و نخاع حرکت می‌کنند نفوذ می‌کند و مویرگ‌های خونی آن مسئول تغذیهٔ مغز هستند.
نرم شامه پوشش مننژی، نازک، نیمه شفاف، توری مانند بوده که به تمامی سطح مغز محکم می‌چسبد و به لایهٔ عنکبوتیه به صورت شل متصل می‌شود. این لایه‌ها اغلب به صورت عنکبوتیه-نرم شامه یا لپتومننژ عنوان می‌شوند. ساب آراکنوئید یا فضای زیر عنکبوتیه، بین لایهٔ عنکبوتیه و نرم شامه بوده، و حاوی مایع مغزی-نخاعی (CSF) می‌باشد. فضای زیر عنکبوتیه حاوی رشته‌های فیبری است که پایداری و استحکام دو لایه را برقرار کرده، امکان محافظت مناسب و حرکت پروتئینها، الکترولیت‌ها، یون‌ها، و گلوکز درون مایع مغزی-نخاعی را فراهم می‌نماید.
نرم شامه توسط ۲۱ جفت لیگامان دندانه‌دار به سخت شامه متصل می‌شود. این لیگامان‌های دندانه‌دار در ثابت نگه‌داشتن نخاع و جلوگیری از حرکت به این سو و آن سو و افزایش پایداری آن کمک می‌نمایند. در نقطه‌ای که نرم‌شامه به مخروط انتهایی یا مخروط نخاعی می‌رسد، به صورت یک فیلامنت یا رشتهٔ نازک موسوم به «فیلوم ترمینال» امتداد می‌یابد، که درون سیسترن لومبار قرار می‌گیرد. این فیلامنت سرانجام با سخت شامه یکی شده و تا استخوان دنبالچه امتداد می‌یابد، با پریوستئوم ادغام شده و تشکیل لیگامان کوکسیژیال را می‌دهد.
معمولاً، سخت شامه به جمجمه یا به استخوان‌های کانال مهره‌ای در طناب نخاعی متصل می‌شود، عنکبوتیه به سخت‌شامه درحالیکه نرم شامه به بافت دستگاه عصبی مرکزی متصل می‌گردد. زمانی که سخت شامه و عنکبوتیه در اثر آسیب یا بیماری جدا شوند، بین آن‌ها فضای ساب دورال قرار می‌گیرد.
وظایف نرم شامه شامل پوشش دادن و محافظت از دستگاه عصبی مرکزی (CNS)، محافظت از رگ‌های خونی و احاطه نمودن سینوس‌های وریدی نزدیک دستگاه عصبی مرکزی، دربرگرفتن مایع مغزی-نخاعی (CSF) می‌باشد.